# كنيسة القديس غونللويف
ست غونللويف س تشرتش للنونللويفو (للنيلين) (بالإنجليزية: St Gwenllwyfo's Church, Llanwenllwyfo)‏ هي كنيسة تقع في المملكة المتحدة في دولاس (أنغلزي).